# Clofarabină
Clofarabina este un agent chimioterapic utilizat în tratamentul leucemiei limfoblastice acute (LLA). Este un analog de purină, acționând ca antimetabolit. Calea de administrare disponibilă este cea intravenoasă.